# Флаг Тёмкинского района
Флаг муниципального образования «Тёмкинский район» Смоленской области Российской Федерации — опознавательно-правовой знак, служащий официальным символом муниципального образования.
Ныне действующий флаг утверждён 27 апреля 2012 года и 2 июля 2012 года внесён в Государственный геральдический регистр Российской Федерации с присвоением регистрационного номера 7737.

## Описание
«Прямоугольное голубое полотнище с отношением ширины к длине 2:3, вдоль нижнего края которого, на расстоянии 1/5 ширины полотнища от нижнего края, протянута тонкая жёлтая полоса, в виде каната с тремя узлами, на котором в середине полотнища стоит жёлтый олень готовый к бою (с нагнутой головой); узлы расположены под рогами, между передними и задними ногами».

## Обоснование символики
Административным центром Тёмкинского района является посёлок Тёмкино, основанный во второй половине XIX века в связи со строительством Сызрано-Вяземской железной дороги и названный по ближнему селу.
Иван Иванович по прозвищу «Тёмка», внук ростовского владетельного князя Андрея Александровича жил в XV—XVI веках. Как князь, не имевший удела, Иван Тёмка служил воеводой у великих князей Московских. По преданиям, Иван Иванович заложил сторожевой пост, названный в честь него Тёмкино. В ходе истории на месте сторожевого поста выросло село Тёмкино.
Родовым знаком князей Ростовских (как и города Ростова) являлся олень — символ благородства и красоты.
На флаге Тёмкинского района олень символизирует связь со славным прошлым этих земель, а его боевая поза аллегорически показывает мужскую силу, честь и достоинство. Олень — символизирует фауну Тёмкинского района, на землях которого частично располагается Тёмкинский государственный заказник.
Шнур с узелками в виде креста — аллегория пояса Богородицы, символизирует реку Угру, В 1480 году на реке Угре случилось противостояние русских и татарских войск. Результатом этого противостояния стало отступление татар. Победа, достигнутая на Угре, связывается в церковном и народном сознании с заступничеством чудотворной иконы Владимирской Божьей Матери (Богородицы), с которой связывали спасение Руси от войск Тамерлана в 1395 году. В честь Богородицы вдоль реки Угры было построено 48 церквей и поэтому в народе Угру прозвали «поясом Богородицы». Существует версия о том, что Угру прозвали «Поясом Богородицы» из-за чистоты её вод, аллегорически связывая с чистотой Богородицы (Пречистая дева Мария).
После «Стояния на Угре» Русская держава добилась того, к чему русские княжества стремились долгие 240 лет — Русь окончательно освободилась от ордынского ига.
Голубой цвет (лазурь) — символ возвышенных устремлений, искренности, преданности, возрождения.
Жёлтый цвет (золото) — символ богатства, стабильности, уважения, интеллекта, жизненной силы.

## История
Первый флаг Тёмкинского района был утверждён 26 августа 2011 года решением Тёмкинского районного Совета депутатов № 72, которое, решением Тёмкинского районного Совета депутатов от 27 апреля 2012 года № 46 было признано утратившим силу.

### Описание
«Прямоугольное красное полотнище с соотношением сторон 2:3 повторяет сюжет герба МО „Тёмкинский район“ выполненный белой, зелёной, жёлтой и голубой красками».
Геральдическое описание герба гласило: «В червлёном поле узкая зелёная оконечность, на которой стоит серебряный олень с золотыми рогами и копытами, на шее у оленя лазоревый шарф, скреплённый золотой пряжкой».

### Обоснование символики
Основной фигурой флага является олень с родового герба князей Ростовских с тем отличием, что вместо золотой гривы на шее у оленя лазоревый шарф, который символизирует пояс Богородицы.
Ростовский олень символизирует, что князь Иван Иванович Ростовский по прозвищу Тёмка основал центральную усадьбу данного района.
Красный цвет полотнища символизирует, что в различные эпохи здесь шли кровопролитные бои.